# اس‌اس بیکیمو
اس‌اس بیکیمو (به انگلیسی: SS Baychimo) یک کشتی بود که طول آن ۲۳۰ فوت (۷۰٫۱ متر) بود. این کشتی در سال ۱۹۱۴ ساخته شد.